# Deep Deep Trouble
A Deep Deep Trouble című dal egy rap dal, melyet Bart Simpson (hangja: Nancy Cartwright) énekel, és a második kimásolt kislemez a  Sing the Blues című albumról. A dalt Matt Groening és DJ Jazzy Jeff írták 1990 elején.
A dalhoz tartozó animációs klipet Gregg Vanzo rendezte, és 1991. március 7-én mutatták be a televízióban. A videóklip felkerült a 2002-ben megjelent The Simpsons: The Complete Second Season című DVD-re is.
A dal mérsékelt siker volt szerte a világban, azonban Európában, úgy mint Írország, Új-Zéland, és az Egyesült Királyság Top 10-es sláger volt. A kritikusok pozitívan értékelték a dalt humoros szövege, és a hozzá tartozó animációs klip véget.

## Előzmények
A dal a Sing the Blues című The Simpsons album második kimásolt kislemeze, melyet 1990-ben rögzítettek. A dalt Matt Groening és Dj Jazzy Jeff és John Boylan írták. A dobprogramot, scratcheket Dj Jazzy Jeff által rögzítették a dalban. A dalt Bart Simpson énekli, aki bajban van, és rossz ifjúságáról rappel. A dalban feltűnik apja Homer illetve a többi Simpson karakter is. A dalban Bart testvére Maggie szopja a cumiját a dal ritmusára.
A "Deep Deep Trouble" című dal 1991 elején jelent meg, és nagy népszerűségnek örvendett Ausztráliában, Írországban, Új-Zélandon, Norvégiában, és az Egyesült Királyságban is, mellyel a 400.000 eladott példány után arany státuszt kapott a dal.  Az előző kislemez, a Do the Bartman 9. hétig volt listavezető Írországban.

## Kritikák
A dal pozitív kritikákat kapott. Az Observer riportere Summer Swindellje megjegyezte, hogy a Sing the Blues album meghallgatása után senki sem fogja elfelejteni a "Deep Deep Trouble"-t.  Thor Christensen a The Milwaukee Journaltól azt nyilatkozta, hogy "Nehéz lenne nem mosolyogni, miközben az ember a dalt hallgatja. Walt Belcher a The Tampa Tribunetől azt mondta a dalról, hogy a videóklipben Bart szórakoztató történetet mesél a fű nyírásakor. Az Orange Country Registertől Cary Darling pedig azt mondta a dalról, hogy Bart életét hip-hop ritmusban, rappelve mondja el, ami abszolút örömmel tölti el.
Kereskedelmi szempontból a dal nem volt olyan sikeres, mint az első "Do the Bartman" című dal, azonban néhány országban előkelő helyezést ért el. Írországban listavezető volt, míg az Egyesült Királyságban, és Új-Zélandon benne volt az első tízben. Svédországban Top 20-as sláger volt.

## Videóklip
A dalhoz tartozó videóklipet 1991. március 7-én mutatták be a Fox Network televíziós csatornán a "Bart's Dog Gets F" című sorozat második szezonjában. A klip az MTV Video Zenei díjkiosztó, és az amerikai MTV első számú kedvenc videója volt.
A videóklipben a Simpson sorozatból is láthatóak részletek, melyeket még 1989-ben sugároztak a The Tracey Ullman Show műsorban. A dal és a videóklip ritmusa nem mindig egyezett meg, így amikor Bart rappelt, az nem feltétlenül volt egyenletes a klippel. A dal a 2002-es The Simpsons DVD box The Complete Secons Seasons (második évad) DVD-n is szerepel.

## Megjelenések
7"  'UK Geffen Records – GEF 88P 
- A	Deep, Deep Trouble (Dance Mix Edit) 4:07 
 Engineer [Remix] – John Moyer, Victor Cooke, Remix – Jeff Townes
- B	Deep, Deep Trouble (LP Edit) 4:07

## Slágerlista
| Slágerlista (1991)                    | Legjobb helyezések |
| ------------------------------------- | ------------------ |
| Ausztrália (ARIA)                     | 35                 |
| Belgium (Ultratop 50 Flanders)        | 41                 |
| Finland (Suomen virallinen lista)     | 15                 |
| Németország (Media Control Charts)    | 45                 |
| Írország (IRMA)                       | 1                  |
| Hollandia (Single Top 100)            | 37                 |
| Új-Zéland (Recorded Music NZ)         | 10                 |
| Svédország (Sverigetopplistan)        | 13                 |
| Egyesült Királyság (UK Singles Chart) | 7                  |
| US Billboard Hot 100                  | 69                 |